# Medusagyne

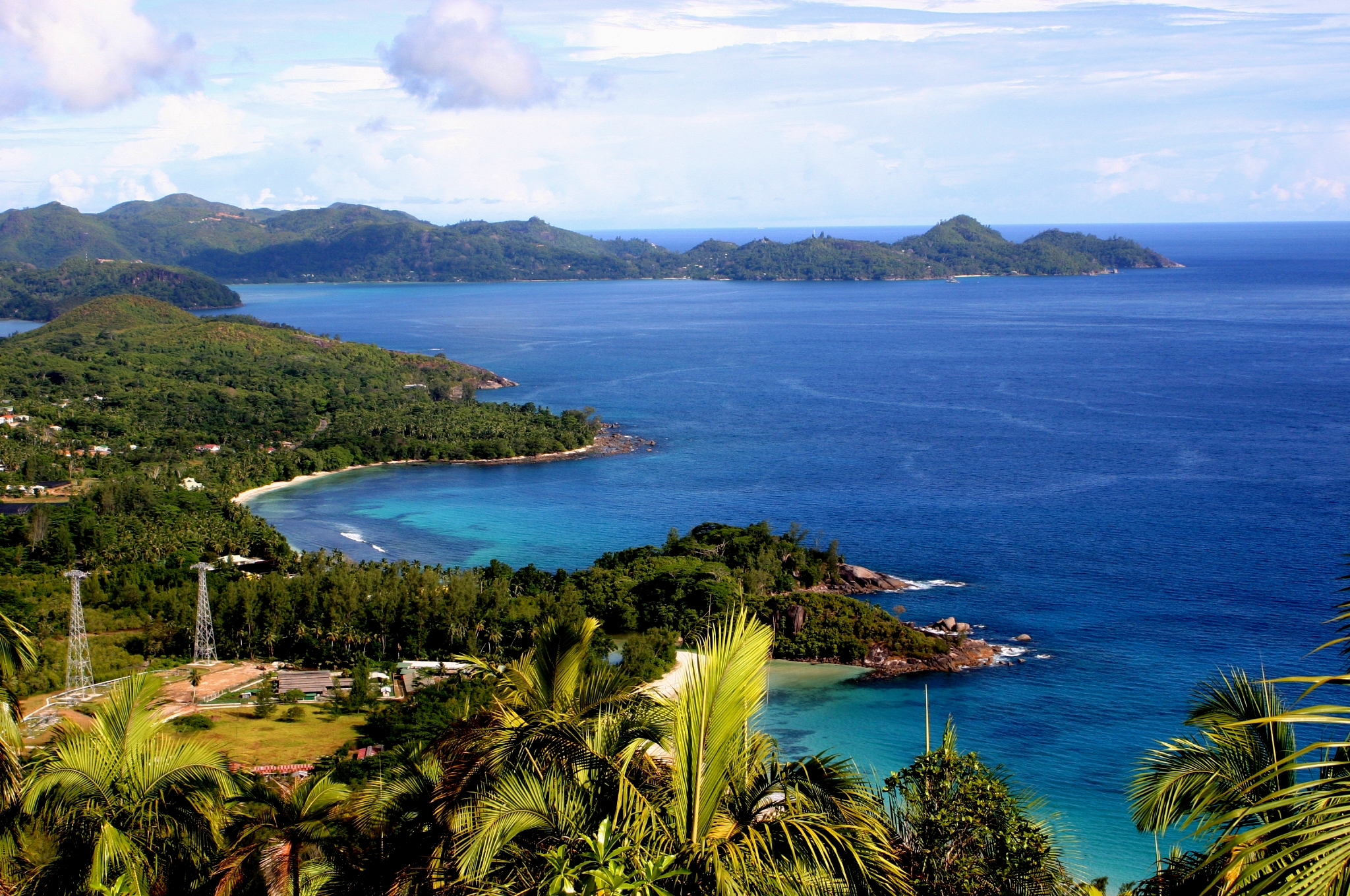
a Mahé

Medusagyne oppositifolia, l'arbre de la medusa és una espècie d'arbre en perill crític d'extinció. És endèmic de l'illa Mahé a Les Seychelles. És l'únic membre del gènere Medusagyne dins la família Ochnaceae. Es creia que la planta esra extinta fins que a la dècada de 1970 se'n van trobar uns pocs exemplars vius. Rep el nom per la forma de medusa de les seves flors.
Són arbrets que poden fer 10 m d'alt i tenen una capçada densa ia rrodonida. Les fulles són brillants i coriàcies. Les flors són blanques, menudes i difícils de distingir El nom del gènere Medusagyne li va atorgar John Gilbert Baker qui va creure que el gineceu de la flor semblava el de la Medusa de la mitologia grega. Té resistència a la secada i a l'aigua salada cosa que fa pensar en un origen antic en el continent Gondwana.
Els fruits, verds i arrodonits, són distribuïts pel vent.

## Hàbitat
Habita pendents granítics, actualment totes les poblacions estan a menys de 2 km del mar.
Actualment les seves llavors no poden germinar en el medi silvestre.